# Stansstad
Stansstad é uma comuna da Suíça, no Cantão Nidwald, com cerca de 4.507 habitantes. Estende-se por uma área de 17,11 km², de densidade populacional de 263 hab/km². Confina com as seguintes comunas: Alpnach (OW), Ennetbürgen, Ennetmoos, Hergiswil, Horw (LU), Meggen (LU), Stans, Weggis (LU).
A língua oficial nesta comuna é o Alemão.